# Golden Fleece (1855)
Il clipper Golden Fleece e stato una nave mercantile a vela statunitense, destinata al commercio con la California, utilizzata dal 1855 al 1877. Ha effettuato 3 viaggi da Boston a San Francisco, con un tempo medio di navigazione di 117 giorni. Ha effettuato 12 viaggi da New York a San Francisco, con un tempo medio di navigazione di 125 giorni. Altri porti di scalo includevano Manila, Cebu, Honolulu, Yokohama, Callao, Liverpool e Queenstown.

## Storia

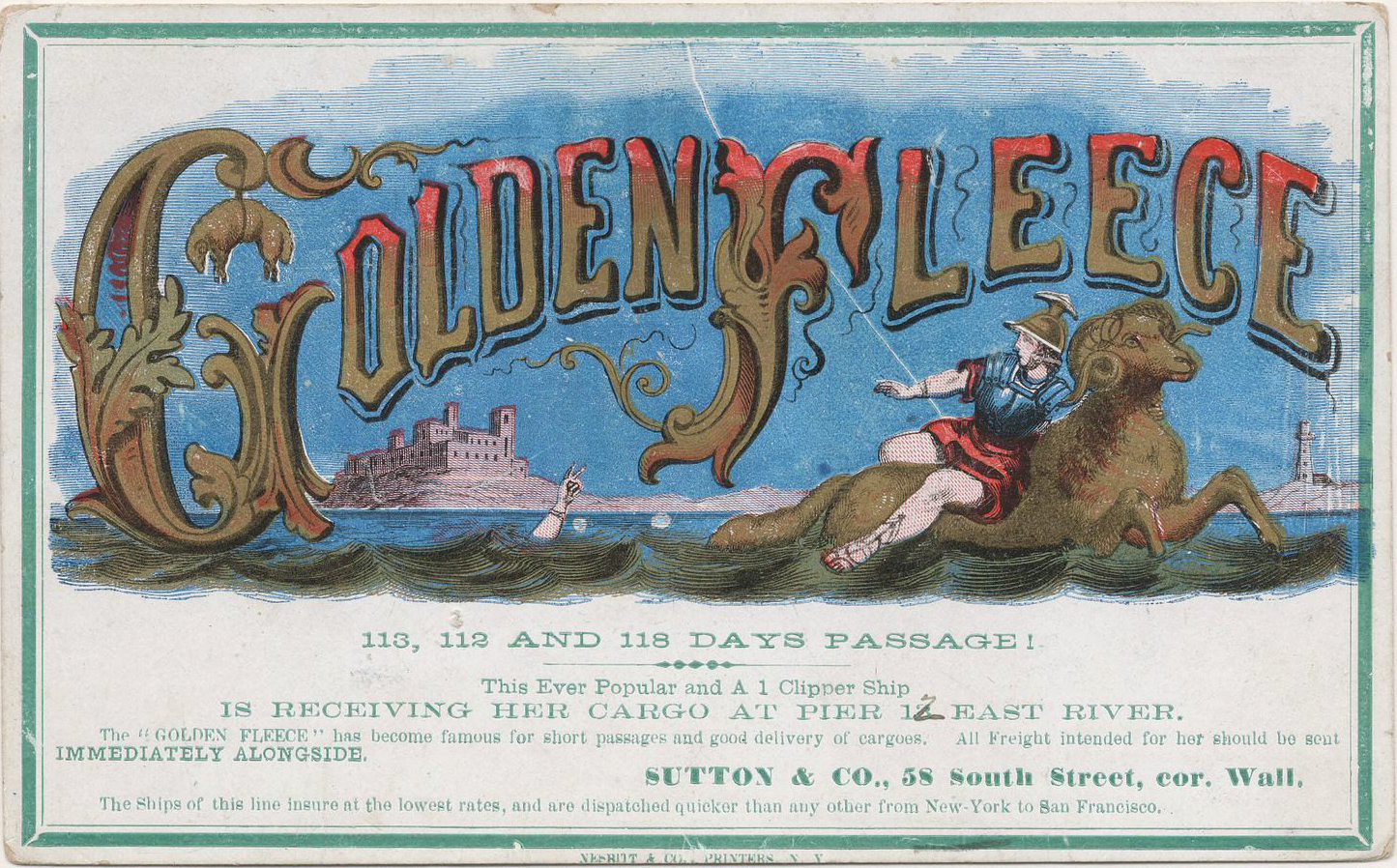
Carta di navigazione

Il clipper Golden Fleece fu costruito presso il cantiere navale di proprietà di Paul Curtis, East Boston, per conto della società di navigazione statunitense W.F. Weld & Co., venendo varato il 20 novembre 1855. La nave era lunga 68 m, larga 11,5, con un pescaggio di 7,6 m e un dislocamento di 1.535 tonnellate. Come modello di costruzione fu preso il clipper Reporter, ed il Golden Fleece aveva come polena la figura di un cavaliere in armatura.
Nel 1857, durante il suo secondo viaggio diretto a San Francisco, mentre il Golden Fleece stava entrando nel Golden Gate, colpì Four Fathom Bar al largo del faro di Point Bonita. Il Golden Fleece si arenò sulle distese di fango ed è arrivato poi al molo con 12-14 piedi d'acqua nella stiva.
Nel 1860 i due clipper Golden State e Golden Fleece lasciarono New York lo stesso giorno, e nonostante abbiano preso rotte diverse durante la navigazione in Oceano Atlantico, le due navi arrivarono a San Francisco a poche ore di distanza, il 29 ottobre, dopo una navigazione durata 128 giorni.
Il 1 luglio 1871 il Golden Fleece salpò da New York diretto a Bombay con un carico di ghiaccio, al comando del capitano Bray. Tre giorni dopo in fondo alla stiva di prua fu avvistato un incendio, tra la segatura e i trucioli utilizzati per imballare le 1.902 tonnellate di ghiaccio. Poiché non fu possibile spegnerlo il Golden Fleece fece scalo ad Halifax, il porto più vicino, due giorni dopo.
Il clipper fu autoffondato a Tobin's Wharf, Halifax. I 20 piedi (6,1 m) d'acqua nella sua stiva furono quindi pompati fuoribordo utilizzando un'autopompa a vapore. Al termine dell'operazione scoppiò un secondo incendio, che fu spento spruzzando acqua nella stiva. Si pensava che la causa dell'incendio fosse dovuta agli scaricatori che fumavano mentre caricavano il carico di ghiaccio.
Nel 1872 venne venduto alla società Thayer & Lincoln di Boston. Nel 1873 il Golden Fleece perse tutte le sue vele e gran parte del suo sartiame durante un viaggio partito da New York, effettuando le riparazioni poi a Rio de Janeiro.
Il 22 febbraio 1877 a causa di una tempesta il clipper si incagliò alla foce del Rio de la Plata al largo dell'Uruguay. Dopo essere stato rimesso in navigazione fu portato a Montevideo, fu dichiarato perduto e venduto per la demolizione. Il suo carico è stato imbarcato a bordo del clipper Granite State.

### Annotazioni
1. ↑  Questo fu il secondo clipper denominato Golden Fleececostruito da Paul Curtis, per gli stessi proprietari, il primo navigò dal 1852 al 1854.

### Fonti
1. ↑  Howe, Matthews 1986, pp. 232-236.
2. ↑  Fairburn 1955, p. 2647.
3. 1 2 3 4 5 6  Walton Advertising and Printing Company 1913, p. 38.